# AMX-30 DCA
AMX-30 DCA – francuskie samobieżne działo przeciwlotnicze wykorzystujące podwozie czołgu podstawowego AMX-30. Przyjęta do uzbrojenia armii francuskiej w 1977 roku. Na podwoziu umieszczona jest wieża S401A mieszcząca dwie armaty Hispano-Suiza HSS-831A i radar dopplerowski DR-VC-1A Oeil Noir 1 (antena radaru jest w położeniu marszowym składana). Kąt ostrzału armat jest równy 360° w poziomie i od -8° do +85° w pionie. Donośność maksymalna 13 500 m, skuteczna do celów latających 3500 m. Wieża działa samobieżnego AMX-30 DCA jest taka sama jak w starszym AMX-13 DCA. Działa przeciwlotnicze AMX-30 DCA zostały przyjęte do uzbrojenia przez siły zbrojne Arabii Saudyjskiej